# Parasphendale affinis
Parasphendale affinis es una especie de mantis de la familia Mantidae.

## Distribución geográfica
Se encuentra en Etiopía, Kenia y Somalia.